# 왓츠 러브
《왓츠 러브》(영어: What's Love Got to Do With It?)는 2023년 2월에 개봉한 영국의 로맨스, 코미디, 드라마 영화이다.
 셰카르 카푸르가 감독을 제미마 칸이 각본을 맡았다.
 영국은 2023년 2월 24일에 대한민국은 2024년 3월 20일에 개봉되었다.

## 줄거리
카즈와 절친인 조이는 다큐멘터리 감독으로 사랑이 먼저라고 생각하지만

카즈는 먼저 결혼하고도 사랑할 수 있다고 한다

어느날 카즈에게 맞선을 본다는 소식을 듣고 조이는 이 과정을 다큐멘터리로

제작하기로 하고 카즈에게 말하는데...

## 출연진

### 주연
- 릴리 제임스 - 조이 역
- 샤자드 라티프 - 카즈 역

### 조연
- 엠마 톰슨 - 캐시 역
- 샤바나 아즈미
- 사잘 알리
- 올리버 크리스
- 아심 찬드리
- 제프 미르자
- 앨리스 오르 유잉
- 롭 브라이든